# Parswert
Der Parswert oder die Angabe einer Libelle ist jener Neigungswinkel in Bogensekunden, der die Libellenblase um genau 1 Teilstrich der Glasskala weiterwandern lässt. Die Einheit dieser Strichskala ist meist 2 mm (bei älteren Libellen 2,256 mm, eine Pariser Linie) und wird auch Pars genannt. Je kleiner der Parswert, desto empfindlicher und genauer ist die Libelle.
Die im Fuß von Theodoliten und Tachymetern eingebauten Alhidadenlibellen haben Parswerte um 20″, bei einfachen Bautheodoliten etwa 30″. Da man auf etwa 0,2 Pars ablesen kann, gelingt das Horizontieren eines Theodolits auf etwa ±5″. Der Rest bleibt als sogenannter Stehachsfehler bestehen, macht sich aber nur bei Steilvisuren bemerkbar.
Bei geodätischen Dosenlibellen sind die Parswerte zwischen 2′ und etwa 10′ pro 2 mm. Sie eignen sich also nur für eine grobe Horizontierung, wie sie z. B. bei einem automatischen Nivellierinstrument oder einem Gravimeter genügt.

Bei Panorama- und Fotostativen kann der Parswert bis zu einigen Grad betragen, doch ist die Einstellbarkeit wegen der ringförmigen Marke auf etwa 1 Zehntel davon möglich.
Am empfindlichsten sind die Libellen für astrogeodätische und astronomische Messungen. Sie sind als Hänge- oder Reiterlibellen ausgeführt und werden direkt an der Kippachse angebracht. Die Parswerte liegen je nach Messinstrument zwischen 0,5″ und 5–10″.
Bestimmt werden die Parswerte mit einem Libellenprüfer. Es ist ein schwerer, länglicher Metallrahmen, dessen einer Fuß als Messspindel und einem Ablesekreis ausgeführt ist. Man stellt die Libelle oder den ganzen Theodolit auf den Rahmen und dreht die Spindel um konstante Beträge (bei Alhidadenlibellen z. B. um 30″), bis die Libellenblase von ganz links nach rechts gewandert ist. Die abgelesenen Pars trägt man am besten in ein Diagramm ein und zeichnet durch die schräg verteilten Punkte nach Augenmaß eine ausgleichende mittlere Gerade.
Wenn der Glaskörper einer Röhrenlibelle nicht ganz gleichmäßig gekrümmt ist, kann der Parswert ihres linken und rechten Randes etwas unterschiedlich sein. Darum ist es bei Präzisionsmessungen wichtig, den Spielpunkt der Libellenblase nahe der Mitte zu halten. Auch die Temperatur des Glaskörpers kann eine Rolle spielen.